# Halászat

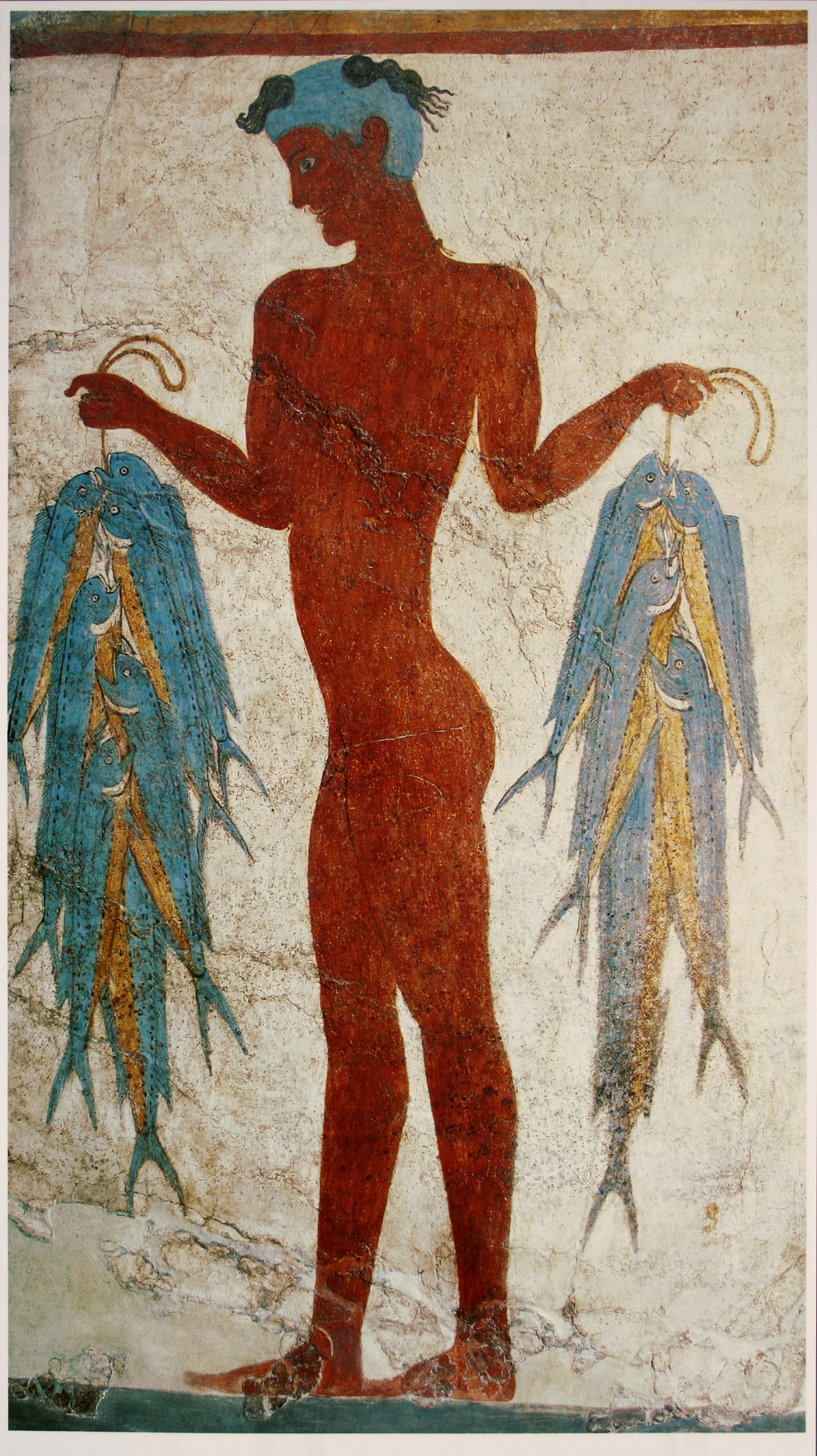
Ókori görög halász a zsákmányával

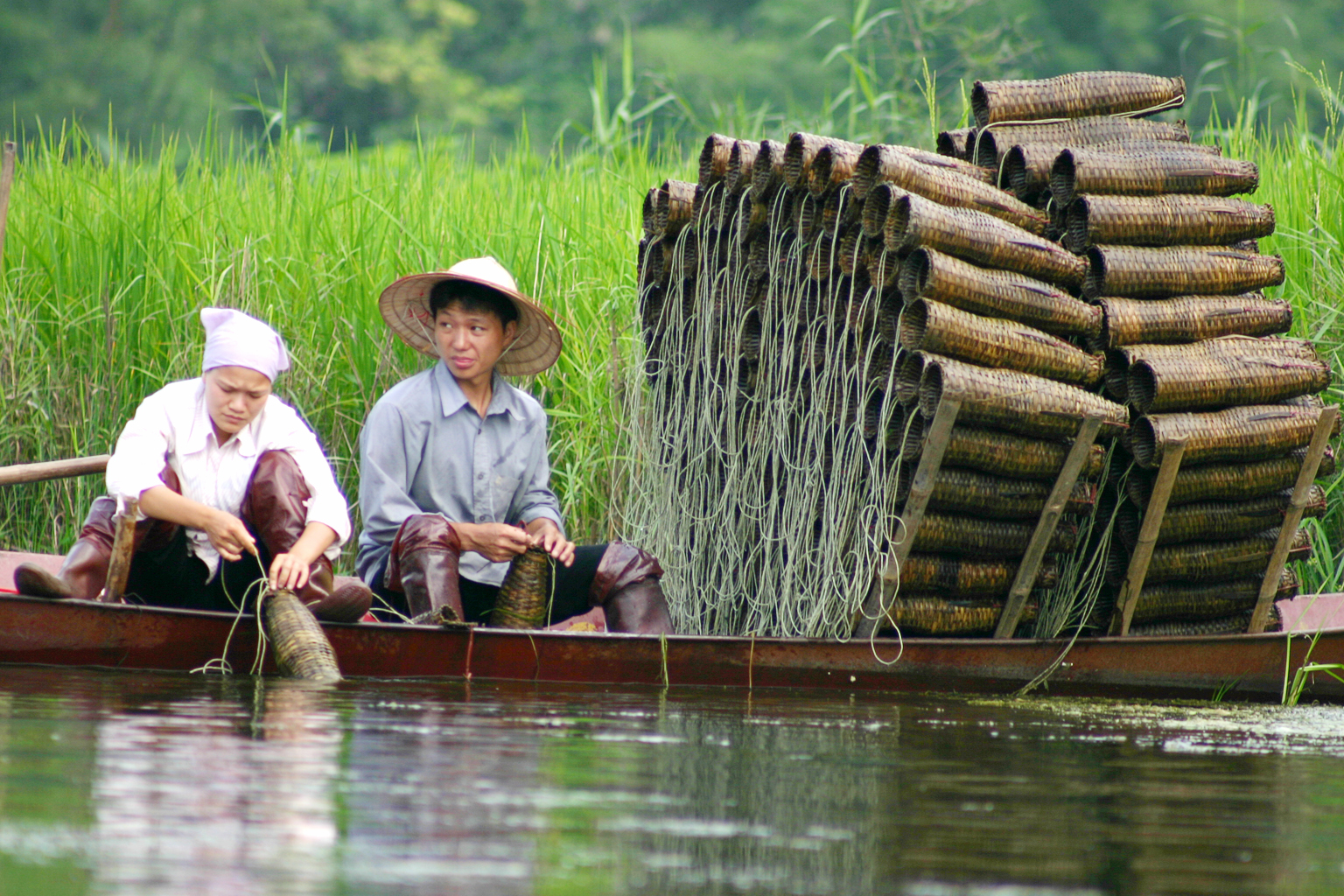
Vietnámi halász halcsapdákkal

A halászat a halak elfogásával foglalkozó tevékenység. Általában vadon fogják a halakat. Ez történhet kézzel, szigonnyal, horoggal, hálóval vagy csapdával. A halászat több tízezer éves emberi tevékenység, nagy szerepet játszott a vadászattal együtt az emberiség kifejlődésében és meghatározza több népcsoport jelenlegi életét is.
A halászat kifejezést használják más tengeri élőlények elfogására is, mint rákok, puhatestűek, fejlábúak, tüskésbőrűek. 
 A tengeri emlősök (bálnák, delfinek) halászatára inkább a bálnavadászat szót használják. Élelemszerzés mellett a halászat a szabadidő eltöltésének is egyik módja.
Az Élelmezésügyi és Mezőgazdasági Világszervezet statisztikái szerint a halászok és halfarmerek száma a Földön eléri a 38 millió főt. A halászat és az akvakultúrák közvetve és közvetlenül 500 millió ember megélhetését fedezi.
A halászat és az akvakultúrában történő termelés állítja elő a Föld népessége által elfogyasztott fehérje mennyiségének negyedét. A világ legnagyobb zsákmányát Kína, Japán és Oroszország halássza ki, a világon kifogott mennyiségnek több mint egyharmadát. 2005-ben az egy főre eső vadon történő halfogás 14,4 kg-ot tett ki, míg a haltenyésztés további 7,4 kg-ot.

## A tengeri halászat

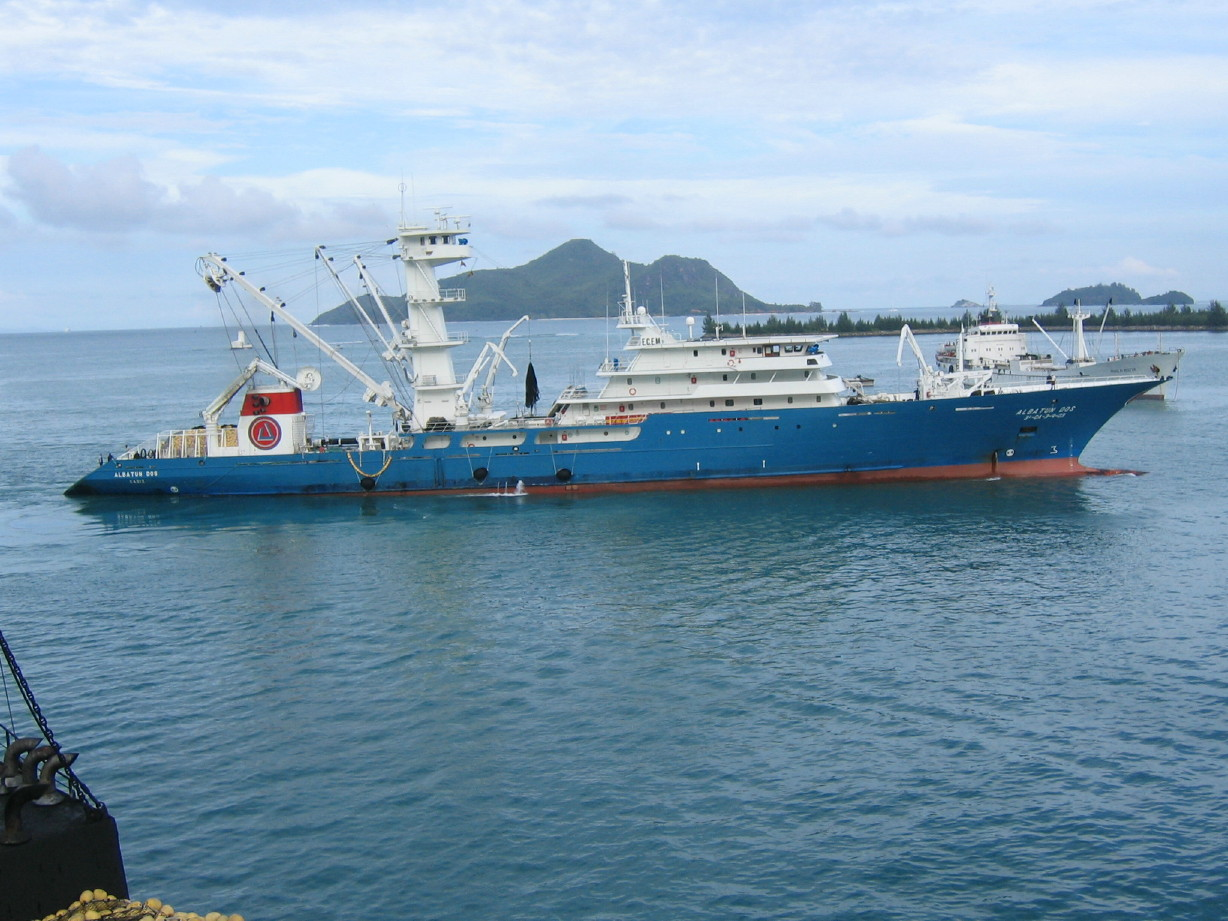
Modern spanyol tonhal halászhajó a Seychelle-szigeteknél

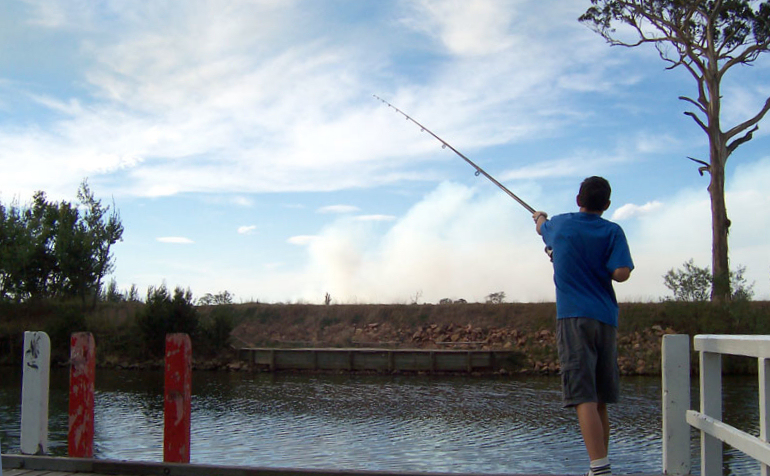
Horgászat

Napjainkban az édesvízi és a tengeri halászat aránya egyre inkább eltolódik a tengeri halászat felé. A folyók, tavak halállományát általában gondosan újratelepítik, más a helyzet a tengerek, óceánok esetében, ezeknek egyelőre csak a hasznosítása a jellemző. A halászati tilalom jelenleg csak a veszélyeztetett fajokra terjed ki, azonban több ország ezt a tilalmat nem tartja be. A kifogott halmennyiség drasztikusan növekszik. A 20. század elején kb. 5 millió tonna volt a kihalászott mennyiség, az 1990-es években már meghaladta a 100 millió tonnát. A csúcs 1996-ban volt, azóta a kifogott mennyiség (valószínűleg a túlhalászás miatt) csökken.
Az óceánok halban leggazdagabb területeit halpadoknak nevezik. Ezeken a területeken a halaknak és táplálékuknak egyaránt kedvezőek az életfeltételek.
Ilyen:
- A szárazföld közvetlen környezete, ide a folyók sok hordalékot szállítanak.
- Sarkvidéki területek: a víz oxigénben gazdag, sok apró élőlény például plankton él a vízben, melyek a halaknak táplálékul szolgálnak.
- Hideg és meleg tengeráramlások találkozási helyei.

A tíz legnagyobb tengeri halász nemzet: Kína, Peru, Japán, Amerikai Egyesült Államok, Chile, Indonézia, Oroszország, India, Thaiföld és Norvégia.
| ÉK-Atlanti                 | 10 919 570 | hering, szardínia, lazac, tőkehal, tonhal   |
| ÉNy-Atlanti                | 2 063 313  | tonhal, makréla, homár, shrimp, garnélarák  |
| Nyugat-Közép-Atlanti       | 1 830 600  | tonhal                                      |
| Kelet-Közép-Atlanti        | 3 800 000  | szardínia, polip, tintahal, makréla, tonhal |
| Földközi- és Fekete-tenger | 1 485 000  | szardínia, szardella                        |
| DNy-Atlanti                | 2 313 900  | hekk, tonhal, shrimp                        |
| DK-Atlanti                 | 1 340 000  | makréla, hekk, szardella, szardínia         |
| Ny-Indiai-óceán            | 3 900 000  | lazac, tonhal, makréla, lábasfejűek, hering |
| K-Indiai-óceán             | 4 707 800  | tonhal, makréla, hering                     |
| ÉNy-Csendes-óceán          | 23 140 000 | tőkehal, tengeri pér, szardella             |
| ÉK-Csendes-óceán           | 2 520 000  | tőkehal, hekk, lazac                        |
| Ny-Közép-Csendes-óceán     | 9 900 000  | szardínia, szardella, tonhal, makréla       |
| K-Közép-Csendes-óceán      | 1 700 000  | szardella, tonhal                           |
| DNy-Csendes-óceán          | 750 000    | makréla                                     |
| DK-Csendes-óceán           | 15 800 000 | hekk, szardella, szardínia                  |

## Az édesvízi halászat

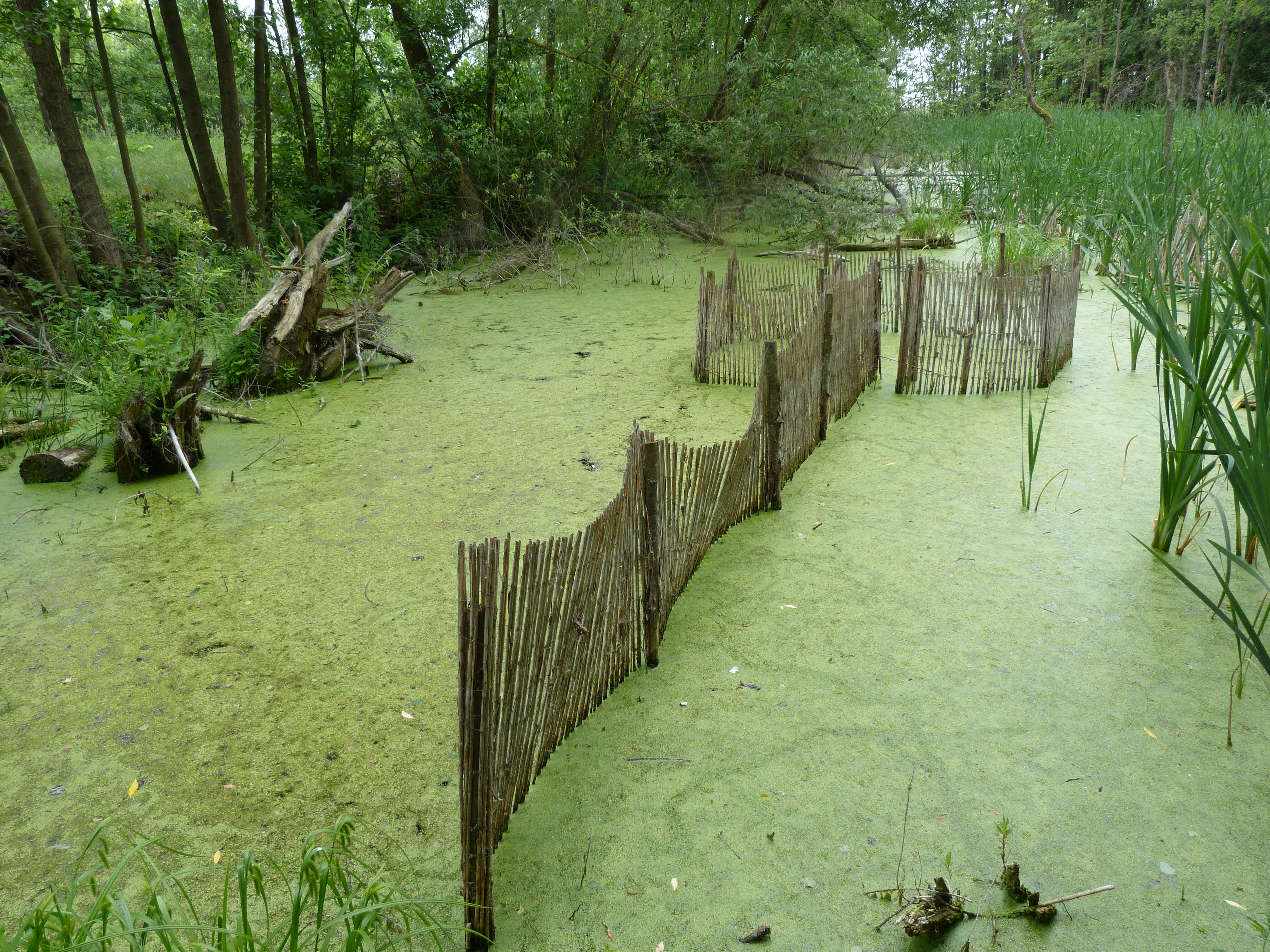
Vejsze a Diás szigeten

Az édesvizekből kifogott halzsákmány 64%-a Ázsiából, 25%-a Afrikából származik, ezzel együtt ezeken a területeken igen fontos szerepet is játszik az élelmiszer-termelésben.
A tíz legnagyobb édesvízi halász nemzet: Kína, India, Banglades, Uganda, Indonézia, Oroszország, Tanzánia, Egyiptom, Kambodzsa és Kenya.
| Európa        | 434 200   | ponty, csuka, lazac                 |
| Ázsia         | 5 620 718 | ponty, tilápia, harcsa              |
| Dél-Amerika   | 346 000   | harcsa, characidae                  |
| Észak-Amerika | 190 900   | tilápia, harcsa, ponty, folyami rák |
| Afrika        | 2 186 170 | tilápia, characidae                 |

## A halászat fenntarthatósága

### A halászat hosszútávú fenntarthatósága
Olyan kérdések merülnek fel, mint:
- túlhalászás
- járulékos fogás (olyan állatok fogása, melyek nem a célzott halfajtából kerülnek hálóba)
- tengerszennyezés (tengeri szennyezés visszahatása a halászatra)
- halászat környezetre gyakorolt hatása
- éghajlatváltozás
- haltenyésztés
- orvhalászat (jogosulatlanul, vagy tiltott eszközzel, módszerrel)

Olyan ellentétek feszülnek, mint a világ haligénye és a kifogható halak száma, valamint a halászatból élők megélhetése és a halak populációjának vészes fogyása. Tudósok arra figyelmeztetnek, hogy ha fenntartható halállományt akarunk, vissza kell fognunk a fogás növelését.
Magyarországon 2016-tól törvény tiltja a szabadvízi kereskedelmi halászatot.

### Invazívhalak halászata
A magyarországi természetes vizek horgászkezelésbe adása óta egy speciális feladat jut a halászoknak: a nemkívánatos invazív halak túlszaporodásának megakadályozása lehalászással. Elsősorban a Tiszán folyik gyérítő lehalászás (busa, törpeharcsa, Invazív Halak Horgászatának Napja), továbbá a Körösvidéki Horgász Egyesületek Szövetsége vizein (törpeharcsa), de bizonyos mennyiségben a Balatonon is. Termálvizekben is előfordul invazív halak jelenléte, emiatt lehalászásukra is sor kerül. A Hévízi-tóban KEHOP projekt keretében, húzóhálós módszerrel szűrik a halállományt.  